# Søren Ulrik Thomsen
Søren Ulrik Thomsen (født 8. maj 1956 i Kalundborg) er en dansk lyriker og essayist. Han debuterede i 1981 med digtsamlingen City Slang og har siden udgivet en række digtsamlinger og essays. I sit forfatterskab behandler Søren Ulrik Thomsen temaer som byens liv og menneskers eksistentielle møde med storbyen.
I 2012 oprettede Søren Ulrik Thomsen en hjemmeside, Oktober Boulevard, hvor han på en personlig måde præsenterer sit liv, forfatterskab og væsentlige sammenhænge, det indgår i.

## Opvækst og baggrund
Søren Ulrik Thomsen blev født 8. maj 1956 i Kalundborg. Han er vokset op med sine forældre Hanne og Niels Thomsen samt sine to yngre brødre. Familien flyttede siden til Stevns, hvor han havde sin skolegang frem til 2. real, svarende til 9. klasse i dag - først til Sigerslev og sidenhen til Store Heddinge.
I 1972 flyttede familien til Store Kongensgade i København,
hvor Søren Ulrik Thomsen tog sin realeksamen på Sølvgades Skole. Flytningen var en radikal kulturændring for forfatteren, som han senere beskrev i erindringshistorien Vejen mellem to skoler, som er at finde i essayet En dans på gloser - eftertanker om den kunstneriske skabelsesproces.
I 1973 begyndte Søren Ulrik Thomsen sin studentertid på Rysensteen Gymnasium. Han dumpede efter 1.g og skiftede herefter til det venstreorienterede Det Frie Gymnasium, som dengang lå i Birkerød. Også gymnasietidens udskejelser er nedfældet i forfatterskabet i essayet Seksualhistoriske kolbøtter i Repremiere i mit indre mørke. Søren Ulrik Thomsen blev student fra Det Frie Gymnasium i 1977 og begyndte samme år at studere litteraturvidenskab på Københavns Universitet. Han færdiggjorde studiet, nok forsinket, med en bifagseksamen i 1982. På dette tidspunkt havde forfatteren allerede udgivet debutdigtene City Slang i 1981.
I sin selvbiografi på hjemmesiden Oktoberboulevard beskriver han, hvordan familiens kulturelle opvækst har haft større betydning for hans forfatterskab. Billedkunst og litteratur spillede en særlig rolle i forfatterens barndomshjem, og allerede som stor dreng skrev han digte. Også familiens flytninger, som betød, at Søren Ulrik Thomsen og hans brødre have en omskiftelig skolegang, har haft afgørende indflydelse på forfatterskabet. Mødet med alle slags mennesker fra de forskellige miljøer – landsbyen, provinsbyen, storbyen København og den velhavende forstad – har formet hans forfatterskab

## Forfatterskab
Søren Ulrik Thomsen fik sin litterære debut med digtsamlingen City Slang i 1981, og siden er kommet en række digtsamlinger og essays til. Senest udgav han Om storby (essays og digte) i 2018, som er en samlet genudgivelse af allerede eksisterende digte. Før sin debut med City Slang fik han udgivet digte i tidsskriftet Hvedekorn i 1977. Poesien og essaygenren har siden forfatterskabets begyndelse gået hånd i hånd. Et samspil mellem digtenes lange liv i bøgerne og ved oplæsninger, og essayet der "som et stjerneskud, udkommer og farer hen over himlen for derefter at glide ud i mørket". Med sine essays markerer Thomsen sig i den offentlige debat om emner som tidsånd, byfornyelse, kunstkritik og andet. Ligeledes er det i Thomsens forfatterskab et gennemgående tema at beskrive ordets fremkomst og lyrikkens skriveproces - i hans essays bliver det diskuteret, og i hans digtning poetisk beskrevet.
I løbet af sit forfatterskabet laver Søren Ulrik Thomsen nogle omorienteringer og nye begyndelser, som får afgørende indflydelse i fokus, sprog og temaer i hans poesi - helt konkret to. Det først skifte diskuterer han i sit essay Mit lys brænder i 1985, og kommer til udtryk i digtene Nye digte i 1987. Det andet skift sker med digtene Det værste og det bedste i 2002. Den kommende tekst vil forsøge at opklare disse to yderpunkter eller vendepunkter i forfatterskabet.

### Firserlyriker
Søren Ulrik Thomsen betegnes som en af firserlyrikerne sammen med en række danske, toneangivende forfattere som Michael Strunge, F. P. Jac, Pia Tafdrup m.fl. Firsergenerationens kendetegn blev at gøre sig bemærket med slagordene by, krop og skrift. Firserne blev en periode i dansk litteratur, hvor kunsten skulle have et større formål end blot at beskrive det omgivende samfund, som firserlyrikerne mente, var karakteristisk for 70'ernes danske skønlitteratur. Kunsten skulle i stedet beskrive de dybe følelser og stille eksistentielle spørgsmål.
Firsergenerationens digtere er både blevet kaldt "Nå-generation", sorte romantikere, punkt-ekspressionister, betonsymbolister, kropsmodernister etc. De gik ofte under navnet punkere, da de ikke kun formåede at råbe højt, men de så også anderledes ud. Selv så man ofte Søren Ulrik Thomsen i sin blå læderjakke. En farve, som han senere har beskrevet som generationens symbolske farve: Blå var neonlysene i byen om natten. Blå var skæret fra tv-apparaterne, der lyste fra husene, og blå var poesien, da digteren Michael Strunge udgav en hel digtsamling i blå skrift. Dette manifesterer Søren Ulrik Thomsen i artiklen "Farvel til det blå rum", som udkom i Kritik i 1990. Den blå inspirationen kom fra David Bowies musik; „Blue, blue electric blue / that's the colour of my room / where I will live“ og beskrives som en "vækkelse" for firsernes digtere. I samme artikel, "Farvel til det blå rum", tager Søren Ulrik Thomsen atter afsked med sin firserlyrik og sin 'jeg er her og nu-filosofi'.
Sammen med sin digterkollega og tidligere klassekammerat fra Store Heddinge, Jens Fink-Jensen, deltog Thomsen i generations-manifestationen NÅ!!80 i Huset i Magstræde i København i 1980.
I Søren Ulrik Thomsens digtning findes en anden modernisme, end vi fx ser hos digterkollegaen Michael Strunge. Strunges digtning er i høj grad præget af firsernes melankoli og "no future" tendens, mens blev det særligt thomsensk at modsætte sig dette. Søren Ulrik Thomsens digtning tager udgangspunkt i tid og rum her og nu. Vi ser det i debutdigtene i City Slang, hvor sproget bliver til i mødet med storbyen. Jeg'et der beskriver storbyens liv; huse, baggårde, asfalt, brolagte pladser, tage og parker i nutid, som gør byen levende, nærmest besjælet, og tilstede i læsningen her og nu. Samtidig synes jegstemmen også at have en slags kontakt med disse materielle genstande, som synes mere levende og handledygtige end de omgivne mennesker
I sit forfatterskabet har Thomsen indtil videre forsøgt at aflive forestillingen om den tabte civilisation, den tabte tid og den tabte gud. Det er digtsamlingerne City Slang (1981) og Ukendt under den samme måne (1982) begge eksempler på. Samtidig betragtes digtsamlingerne også som forfatterens mørkeste lyrik. Byen beskrives dystopisk i sit billedsprog, og alle de indtryk, som subjektet møder i storbyen, synes smertelige og udslettende.
Herfra tager forfatterskabet en metafysisk drejning, hvor Thomsen med samlingen Nye digte (1987) er optaget af forholdet mellem krop og sjæl.

### Første skift -Nye digte
Nye digte udkommer i 1987, og som titlen antyder, angiver de en ny retning for forfatterskabet. Fra Nye digte og frem er bevægelsen i forfatterskabet unikt; det er Thomsens egen og bevæger ham imod en moderne klassicisme, hvor en fornyet formbevidsthed og formstrenghed føres igennem med indædt konsekvens.
Forfatterskabet tager med essayet "Mit lys brænder" i 1985 en ny drejning.

## Samarbejder
Søren Ulrik Thomsen har i sit forfatterskab arbejdet sammen med en række andre kunstnere i forskellige kunstarter.
I 1984 satte Lars H.U.G musik til hans debutdigte City Slang. I 2012 udkom dokumentarfilm City Slang Redux, som handler om albummets tilblivelse. Siden 2013 har Søren Ulrik Thomsen optrådt med gruppen Det Glemte Kvarter, som sætter musik til hans digte. De har udgivet to albums sammen.
I 1985 oprettede Søren Ulrik Thomsen det litterære tidsskrift Den blå port med Erik Skyum-Nielsen, lektor i litteratur ved Københavns Universitet, og litteraturkritiker- og anmelder ved dagbladet Information. De var begge redaktører frem til 1991.
Dokumentarfilmen Jeg er levende (1999) af instruktør og forfatterkollega Jørgen Leth handler om Søren Ulrik Thomsens liv og forfatterskab.
Digtsamlingen Det værste og det bedste fra 2002 er illustreret af tegner Ib Spang Olsen, som Søren Ulrik Thomsen takker i sin tale til Spang Olsens 90 års fødselsdag. Talen kan man læse på forfatterens hjemmeside Oktober Boulevard.
Essayet Kritik af den negative opbyggelighed skrev han i 2005 i samarbejde med Frederik Stjernfelt, Ph.d., dr. phil. ved Aalborg Universitet.
I 2006 udgav Søren Ulrik Thomsen og dramatiker og forfatter Jokum Rohde bogen København con amore. Værket består af billeder fra København, og handler ifølge forlaget om et "et vildtvoksende, rørende og ramponeret hverdagskøbenhavn". Bogen udkom oprindeligt på forlaget Vindrose.
I 2009 blev Søren Ulrik Thomsen af kunstgruppen Wonderland inviteret til at bidrage med digte til en ny "lysavis", som Wonderland planlagde at lade opstille i bydelen Bavnehøj på Vesterbro. Wonderland lavede særlige visuelle fortolkninger af digtene, men projektet er ikke blevet realiseret.

### Bøger af Søren Ulrik Thomsen
- City Slang, digte 1981
- Ukendt under den samme måne, digte 1982
- Mit lys brænder. Omrids af ny poetik, essays 1985
- Nye digte, digte 1987
- Hjemfalden, digte 1991
- En dans på gloser. Eftertanker om den kunstneriske skabelsesproces, essays 1996
- Det skabtes vaklen, digte 1996
- Det værste og det bedste, digte 2002, illustreret af Ib Spang-Olsen
- Kritik af den negative opbyggelighed, essays 2005 (skrevet sammen med Frederik Stjernfelt)
- København con Amore, essays 2006 (skrevet & fotograferet sammen med Jokum Rohde)
- Repremiere i mit indre mørke, essays 2009
- Rystet Spejl, digte 2011
- Samlede Thomsen, 2014 (opsamling af samtlige udgivne digtsamlinger, poetikker og essays i udvalg)
- En hårnål klemt inde bag panelet, essays 2016
- Om storby, essays og digte 2018
- Tro mod ritualet, 2020
- Store Kongensgade 23, essay 2021[2]

## Musikudgivelser
- City Slang. Musik: Lars H.U.G. Musik sat til tekster fra bogen City Slang. (Medley Records, 1984)
- Rystet spejl. Musik: Det Glemte Kvarter. Oplæsning Thomsen. Musik sat til tekster fra bogen Rystet Spejl (Sony Music, 2013)
- POWER. Musik: Det Glemte Kvarter. Oplæsning Thomsen. Musik sat til tekster fra hele Thomsens forfatterskab (Sony Music, 2016)

## Bøger om Søren Ulrik Thomsen
- Skønheden er en gåde: Søren Ulrik Thomsens forfatterskab. Neal Ashley Conrad, Vindrose, 2002.
- Thomsen som vi kender ham: Festskrift i anledning af Søren Ulrik Thomsens 50-års dag. Redigeret af Søren E. Jensen & Stefan Lamhauge Hansen, Fønix, 2006.
- Dét, der forsvinder, tager jeg med: Søren Ulrik Thomsens poesi og poetik. Sune Auken & Svend Skriver, Forlaget Spring, 2011.
- Dansk Litteraturs Historie, bind 5, 1960-2000. Lars Handesten m.fl., Gyldendal, 2007.
- Danske digtere i det 20. århundrede, bind 3. Anne Marie-Mai, Gad (4. udgave), 2000.
- Vandmærker. Nærlæsning af ny dansk litteratur. Redigeret af Anders Østergaard. Dansklærerforeningen, 1999.
- Spring nr. 16: Søren Ulrik Thomsens. Marianne Barlyng (ansv. red.), Gæsteredaktører: Sune Auken & Svend Skriver Forlaget Spring, 2001.

## Film om Søren Ulrik Thomsen
- Jeg er levende, dokumentarfilm instrueret af Jørgen Leth, 1999
- City Slang Redux, dokumentarfilm instrueret af Torben Skjødt Jensen, 2012